# سونات ویولن شماره ۱ (بتهوون)
سونات ویولن شماره ۱ در رِ ماژور، اثر لودویگ فان بتهوون، یک سونات دونوازی برای ویولن و پیانو از مجموعهٔ سه‌گانهٔ اُپوس ۱۲ او (همراه با سونات‌های ویولن شماره ۲ و شماره ۳) و جزو آثار دورهٔ نخستِ آهنگسازیِ اوست و آن را در سال ۱۷۹۸ تصنیف کرده‌است. بتهوون در آن زمان نزدِ یوزف هایدن شاگردی می‌کرد و این اثر، که سبکی تماماً کلاسیک دارد، به آثارِ هایدن و موتسارت مانندگیِ بسیار دارد.
بتهوون هر سه سونات ویولنِ اُپوس ۱۲ را به آنتونیو سالیِری، که زمانی شاگردِ او بود، اهدا کرد.

## ساختار
این سونات سه موومان دارد:
1. آلگرو کُن بریو
2. تِما کُن واریاتسیونی: آندانته کُن موتو
3. روندو: آلگرو

اجرای کاملِ سونات ویولن شماره ۱ بتهوون به‌طور معمول ۲۰ دقیقه به‌طول می‌انجامد.